# کونفینتزا
کونفینتزا (به ایتالیایی: Confienza) یک کومونه در ایتالیا است که در استان پاویا واقع شده‌است.

## خصوصیات
کونفینتزا ۲۶٫۷ کیلومترمربع مساحت و ۱٬۷۰۴ نفر جمعیت دارد.